# Los Alamos National Laboratory
Los Alamos National Laboratory (LANL; noto in precedenza come Los Alamos Laboratory, Los Alamos Scientific Laboratory o con altre varianti) è un laboratorio del Dipartimento dell'energia degli Stati Uniti d'America (DOE) gestito dalla Los Alamos National Security LLC e situato a Los Alamos, nel Nuovo Messico; è uno dei più vasti istituti multidisciplinari del pianeta e quello con il più grande numero di dipendenti del Nuovo Messico, con circa 10 400 dipendenti dell'Università della California e circa 2 800 dipendenti a contratto.

## Descrizione
Circa un terzo del personale è costituito da fisici, circa un quarto da ingegneri, un sesto da chimici o scienziati dei materiali; i rimanenti lavorano nei settori della matematica o dell'informatica, della biologia, della geofisica o in altre discipline. Lo staff collabora con le università e le industrie in un ampio campo di ricerche scientifiche. Il budget annuale è all'incirca di 2,2 miliardi di dollari.

### Sviluppo di armamenti nucleari
Il LANL fu fondato per le ricerche e la produzione di armi nucleari nell'ambito del progetto Manhattan, durante la seconda guerra mondiale. Per oltre due anni, dal 1943, i laboratori (così come l'intera cittadina che gli si sviluppò attorno) non furono segnati sulle mappe e rimasero conosciuti all'esterno come sito Y. Vi lavoravano e vi abitavano tecnici, impiegati, militari e scienziati, la maggior parte dei quali erano europei giunti e riconosciuti negli Stati Uniti come "enemy aliens" (stranieri nemici). La direzione scientifica del laboratorio, così come dell'intero progetto Manhattan, era affidata a Robert Oppenheimer.
Quello di Los Alamos è uno dei due laboratori degli Stati Uniti d'America autorizzati a sviluppare armamenti nucleari. L'altro laboratorio è il Lawrence Livermore National Laboratory, autorizzato fin dal 1952.